# Konferencja Narodów Zjednoczonych w sprawie Zmian Klimatu, Warszawa 2013

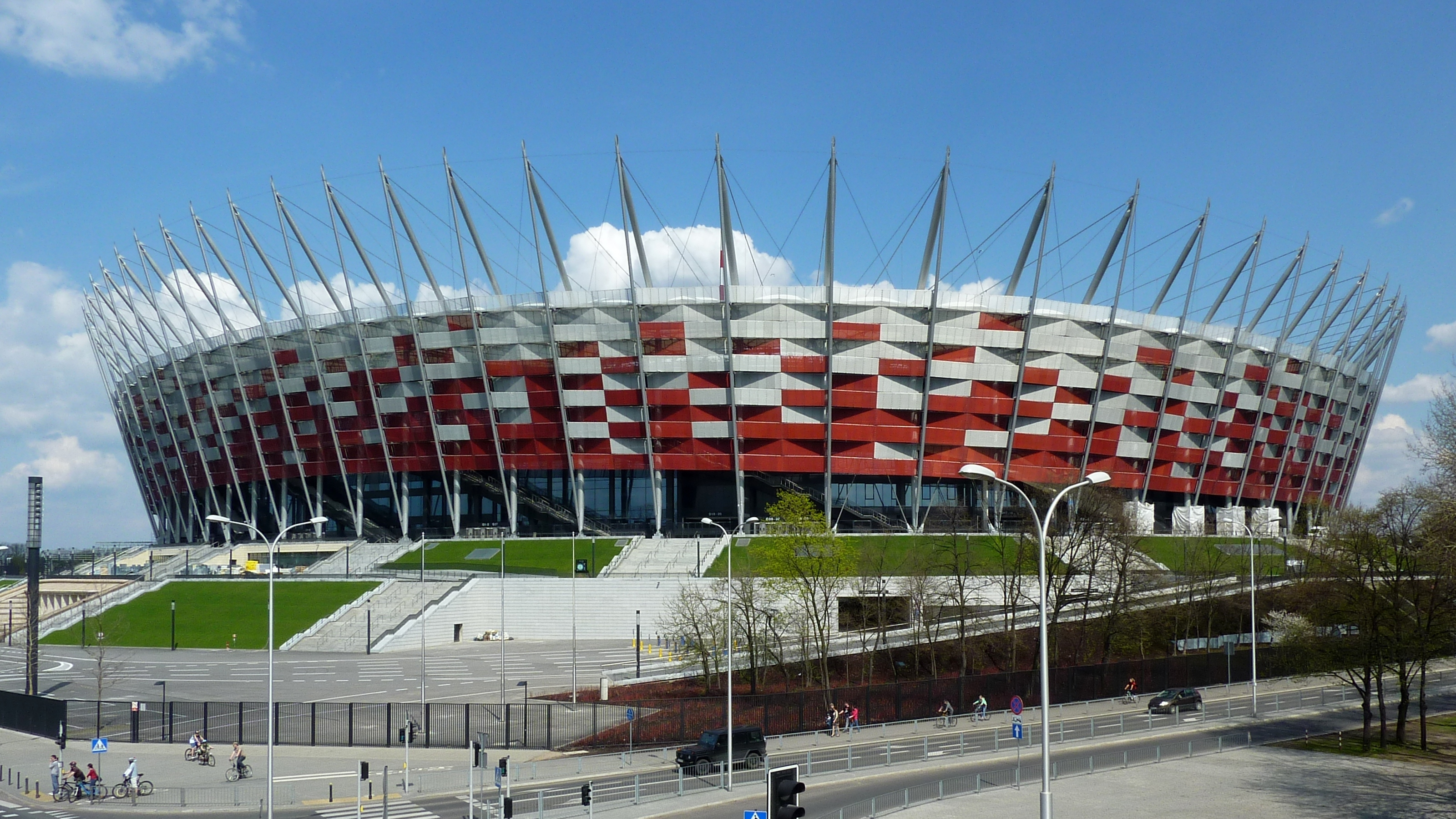
Stadion Narodowy w Warszawie miejsce Szczytu Klimatycznego

Konferencja Narodów Zjednoczonych w sprawie zmian klimatu, Warszawa 2013 znana w skrócie jako szczyt w Warszawie – międzynarodowa konferencja poświęcona problematyce zmian klimatu. Odbywała się od 11 do 22 listopada 2013 na Stadionie Narodowym w Warszawie. Organizował ją Sekretariat Ramowej Konwencji Narodów Zjednoczonych ds. zmian klimatu, a gospodarzem konferencji był rząd Polski. Gośćmi spotkania byli delegaci rządowi wszystkich krajów.
Koszty organizacji szczytu klimatycznego pokrył Narodowy Fundusz Ochrony Środowiska i Gospodarki Wodnej.
21 listopada organizacje ekologiczne, m.in. Greenpeace i World Wide Fund for Nature, opuściły szczyt w ramach protestu.
W ramach konferencji odbywały się lub podpisano:
- XIX Konferencja stron Ramowej konwencji Narodów Zjednoczonych w sprawie zmian klimatu (UNFCCC) – COP 19